# Pogromen i Kielce

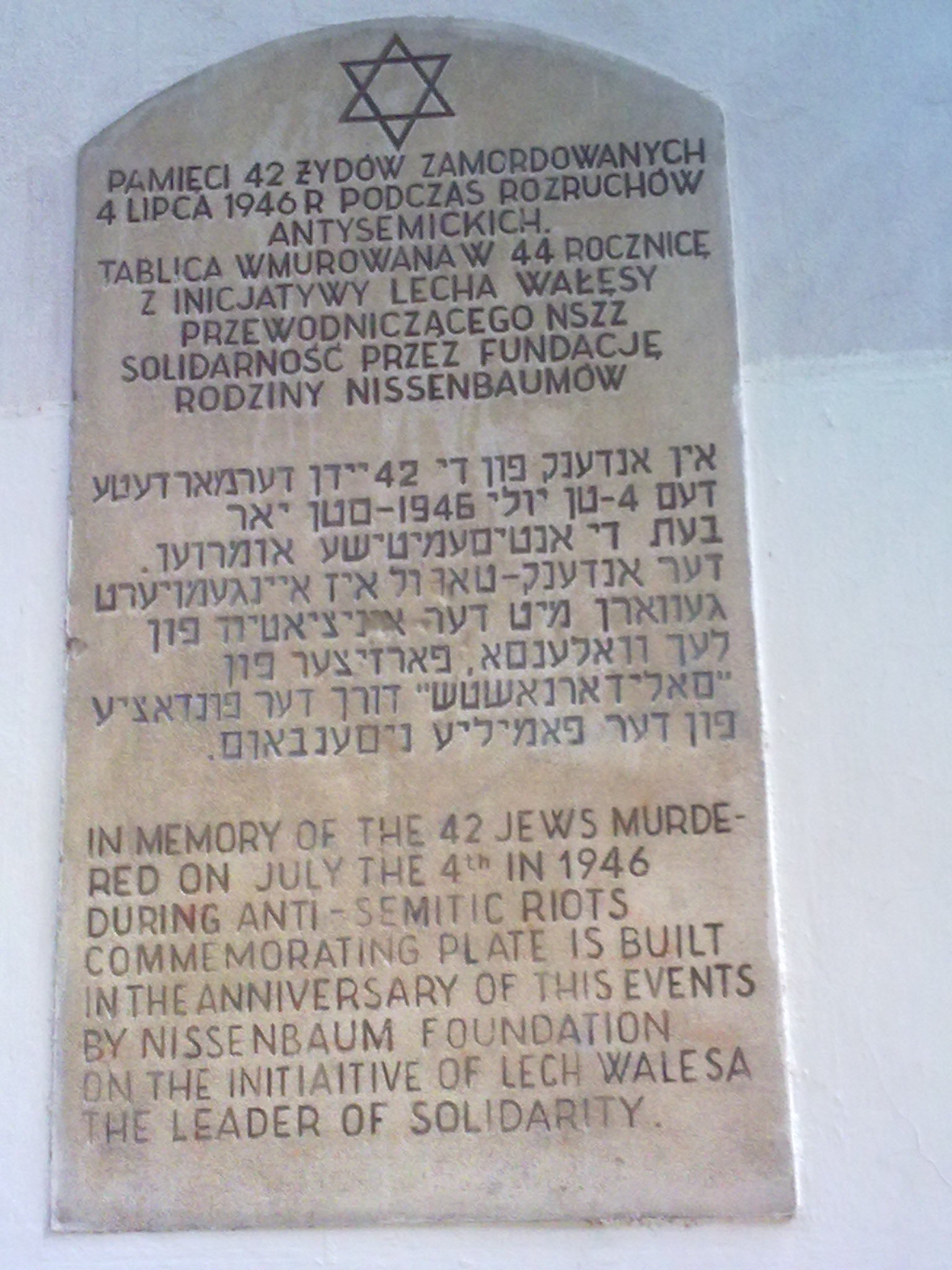
Minnestavla efter pogromen i Kielce

Pogromen i Kielce var den mest omfattande pogromen mot judar efter andra världskriget. Den ägde rum den 4 juli 1946 i den polska staden Kielce där polsk milis och soldater dödade 42 judar i staden, vilkas minne hedras med en minnestavla. Över 50 människor skadades. 
1918 hade det också förekommit en pogrom i Kielce där en beväpnad folkmassa dödade 4 judar.

## Upprinnelsen
Oroligheterna uppstod efter ett falskt rykte att "judar utför rituella mord på kristna barn för att komma åt deras blod för tillverkning av det judiska påskbrödet", i det fallet efter försvinnandet av en åttaåring som rymde för att plocka körsbär där familjen bodde tidigare, 25 km hemifrån. Pojken kom hem två dagar senare och fadern anmälde då i berusat tillstånd till polisen att pojken lyckats rymma från judarna. I förhöret nästa dag pekade pojken ut den judiska samfällighetens hus 150 meter från polisstationen och en man blev utpekad för att ha lurat barnet till källaren i huset.

## Händelsen
Pogromen utfördes av en grupp miliser och soldater som infann sig på platsen för att skingra folksamlingen (ett tiotal personer) då den antogs vara hotfullt inställd, bland annat kastades stenar mot fastigheten där judar höll till. Efter att soldater gick in i byggnaden där judarna höll till hördes skottväxling. Det är oklart vem som avlossade det första skottet. Två soldater och en officer miste livet. Pogromen pågick i cirka 5 timmar, då 42 judar miste livet och över 50 blev allvarligt skadade. 

## Rättsligt efterspel
Den 11 juli åtalades 12 personer för detta brott varav 9 fick dödsstraff och avrättades dagen efter rättegången. De övriga tre fick livstids fängelse, respektive 7 och 10 års fängelse. Alla officerare utom en som var på plats då deras soldater utförde pogromen blev degraderade och fick ettårigt fängelsestraff..

## Kyrkans reaktion
Den katolska kyrkan i Polen föreföll agera passivt men deras vilja att klargöra sin ståndpunkt saboterades effektivt av den kommunistiska säkerhetspolisen. Kyrkan fick istället fördöma pogromen i nästföljande söndagsmässor där alla präster uppmanades att ta upp frågan. Enstaka katolska präster menade att upploppet var en konsekvens av att judarna var överrepresenterade i den stalinistiska säkerhetspolisen och i åklagarämbetet som satte igång en jakt på icke-kommunister

## Nationell reaktion
Pogromen kom som en överraskning för den polska kulturella eliten och omvärlden som protesterade med avsky i tidskrifterna Odrodzenie, Tygodnik Powszechny (katolsk) och Kuźnica.. Den tystades ner i det polska historieskrivningen, och diskussionen om vad som hände och vem som bar ansvaret kunde tas upp först efter kommunismens fall 1989. Ännu idag är det oklart vad som var orsaken till våldsdåden.

## Teorier om bakomliggande orsaker
De teorier som idag diskuteras efter en omfattande utredning av IPN (Polska nationella minnesinstitutet) är följande:.
- Provokation från säkerhetspolisens (UB, Urząd Bezpieczeństwa, och ryska NKWD) sida - för att misskreditera polacker inför den internationella allmänheten. Frågan som ställs är hur ett tiotal civila personer under 5 timmar kunde kasta stenar och agera antisemiter när det i området fanns hundratals av skjutklara miliser och soldater. Den polske militäråklagaren överste Henryk Holder skickade en handskriven rapport till sin chef general M. Spychalski år 1946 där han tydligt redogör att ordningsmakten och den kommunistiska administrationen aktivt medverkade i pogromen och dess omfattning.[9] Det påpekas att många i den sk. "arga folkmassan" av Holder har utpekats vara civila som arbetade åt den kommunistiska maktapparaten i Kielce, med andra ord provokatörer.

- Provokation från polska London-regeringens sida - för att misskreditera den kommunistiska regimen.

- Sionistisk provokation - med syftet att få alla judar att flytta till Brittiska Palestinamandatet. Det som gör denna teori möjlig är att judarna var överrepresenterade i den kommunistiska maktapparaten och i säkerhetspolisen i Kielce.[9]

- Sionistisk provokation i samarbete med NKWD (politiska säkerhetspolisen) - med samma syfte som i punkten ovan men med fler politiska aspekter.

- Nazistisk provokation - i syfte att visa omvärlden att det inte bara var nazister som var antisemiter.

Under åren 2001-2004 tillsattes en utredning för att klargöra motiv bakom pogromen i Kielce. Åklagare Krzysztof Falkiewicz lade ner åtalet i brist på konsensus och tydliga bevis. Hans agerande möter stark kritik hos intellektuella judar och polacker som menar att sanningen och bakomliggande orsaker inte har blivit utredda på ett korrekt sätt. Falkiewicz teorier om vad som har hänt har allmänt beskrivits som "groteska".